# 洛弗爾·奧古斯都·里夫
洛弗爾·奧古斯都·里夫（英語：Lovell Augustus Reeve，1814年4月19日—1865年11月18日）是一名英國貝類學家和出版商。

## 生平
里夫於1814年4月19日出生在倫敦路德蓋特山，是制衣匠兼傭商托馬斯·里夫（Thomas Reeve）與芬妮·里夫（Fanny Reeve）的兒子。在斯托克韋爾上學後，他在13歲時被當地的雜貨商格雷厄姆先生（Mr. Graham）收為學徒。一次偶然的機會，他買到了一些貝殼，從此對貝類學產生了終生的興趣。1833年，他參加了在劍橋舉行的英國科學發展協會會議。學徒生涯結束後，里夫造訪了巴黎，在那裡他向科學院宣讀了一篇關於軟體動物分類的論文。回到倫敦後，他寫了他的第一本書《Conchologia Systematica》。
1842年起，他以自然歷史商人的身份進行貿易。他利用出售荷蘭摩鹿加群島總督范萊德（Van Ryder）在鹿特丹購買的摩鹿加群島藏品所得的利潤，並在朋友的幫助下，在倫敦威廉王街開了一家店。
他在1846年獲選為倫敦林奈學會會士，1853年獲選為倫敦地質學會會士，他還是外國科學協會的榮譽會士。1850年至1856年，他是《文學憲報》的編輯和所有人。1848年左右，他搬到柯芬園的亨麗埃塔街（Henrietta Street）；雖然他後來住在倫敦周圍的其他地方，但他在1864年又回到了他的工作地點居住。
里夫於1865年11月18日在柯芬園逝世，葬於西諾塢墳場。他創辦的公司在1858年至1980年間持續出版，後來改名為「L. Reeve & Co. Reeve & Co.」。

## 著作

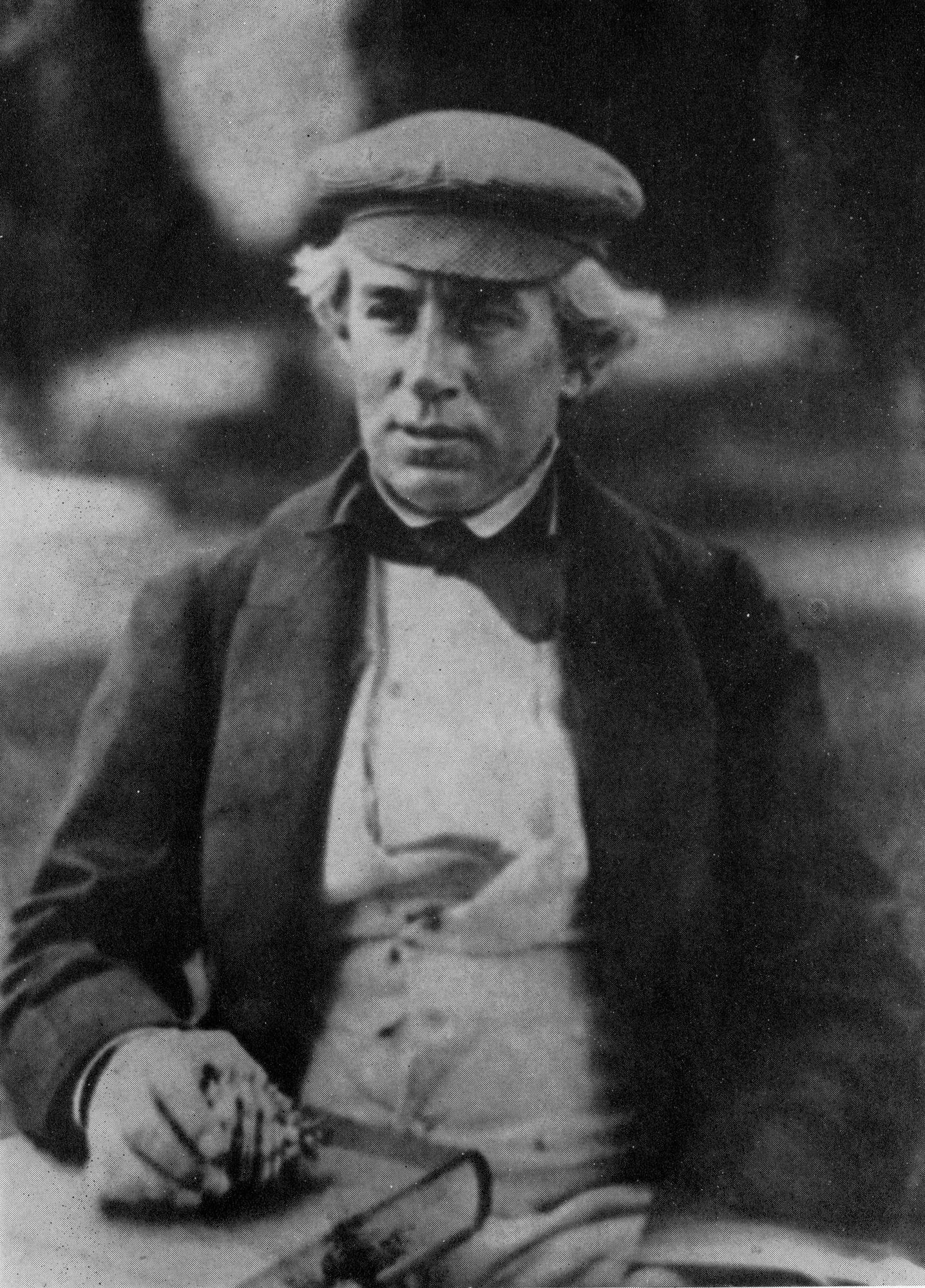
洛弗爾·奧古斯都·里夫

里夫著有許多關於軟體動物貝殼的著作，其中最著名的是《Conchologia iconica》，或稱《軟體動物貝殼插圖》，共20卷，包含約27,000幅圖像。
- Conchologia iconica, or, Illustrations of the shells of molluscous animals. London.
  - (1843) Volume 1.

他也出版了其他作者的書籍：
- 珍·瓦利亞斯·潘佛德（英语：Jane Wallas Penfold） (1845) Madeira: Flowers, Fruits and Ferns[4]
- 喬治·別廷翰·索威比二世（英语：George Brettingham Sowerby II） (1854) Popular British conchology : A familiar history of the molluscs inhabiting the British Isles
- 托馬斯·摩爾（英语：Thomas Moore (botanist)） (1855) A Popular History of the British Ferns and the Allied Plants
- W·勞德·林賽 (1856) A popular history of British lichens : comprising an account of their structure, reproduction, uses, distribution, and classification (xxxii + 352 p.)

## 外部連結
- Biodiversity Heritage Library （页面存档备份，存于） Conchologia iconica, or, Illustrations of the shells of molluscous animals by Lovell Augustus Reeve. London :Reeve, Brothers,1843–1878.
- Sydney University Museums Biography
- portrait of Lovell Augustus Reeve （页面存档备份，存于）

 本條目是從已進入公有領域的出版品所整合而來：. . London: Smith, Elder & Co. 1885–1900. 